# Fischtown Pinguins Bremerhaven
Fischtown Pinguins Bremerhaven – niemiecki klub hokejowy z siedzibą w Bremerhaven.

## Historia
Dotychczasowe nazwy klubu
- RSC Bremerhaven (1974–1983)
- REV (Roll- und Eissport-Verein) Bremerhaven (1983–2002)
- Fischtown Pinguins (2002-)

Przez lata zespół z Bremerhaven występował w drugiej klasie rozgrywkowej: 2 Bundesliga, a po przekształceniu DEL2. W 2016 władze klubu wykupiły wolną licencję na występy w DEL.
Od 2003 do 2005 trenerem zespołu był Peter Draisaitl.

## Sukcesy
- Złoty medal 1. Eishockey-Liga: 1999
- Złoty medal Oberligi: 2004
- Złoty medal 2. Bundesligi: 2002
- Złoty medal DEL2: 2014
- Srebrny medal DEL2: 2015
- Srebrny medal Pucharu Kontynentalnego: 2015